# Fort Folly 1
Fort Folly 1 är ett reservat i Kanada.   Det ligger i countyt Westmorland County och provinsen New Brunswick, i den östra delen av landet, 900 km öster om huvudstaden Ottawa.
I omgivningarna runt Fort Folly 1 växer i huvudsak blandskog.